# La Rella
La Rella és un periòdic comarcal en llengua catalana editat per l'Associació La Rella: iniciatives socioculturals del Lluçanès. Compta amb la publicació en paper, de periodicitat quinzenal i distribució gratuïta; del portal web larella.cat i amb la presència a diferents xarxes socials. El primer exemplar de la revista va aparèixer l'1 de març de l'any 2000.
Té una tirada de 3.000 exemplars que es reparteixen entre més de 90 punts repartits entre els 13 municipis de la comarca natural del Lluçanès. Actualment, al Lluçanès hi ha 8.000 habitants, fet que representa una relació entre tiratge i habitants realment alta: gairebé un exemplar per a cada dues persones. Esdevé així líder informatiu del territori.
El contingut de La Rella es basa en l'activitat cultural que es desenvolupa al territori, l'activitat comercial pròpia dels diferents municipis i la realitat política i social que es genera.
La revista es finança pràcticament amb els ingressos que genera la publicitat, i ha pogut desenvolupar la seva feina gràcies a la col·laboració de molta gent que hi participen en diferents nivells amb el projecte: corresponsals, columnes d'opinió, repartiment de la revista, informació meteorològica, fotografia…
Abans de l'aparició de La Rella, la informació, en aquest territori, arribava sempre de la mà de mitjans ubicats a les comarques veïnes, com El 9 Nou, d'Osona i el Ripollès, i el Regió 7, del Bages i el Berguedà, o a través de televisions i ràdios o portals que s'editen en aquestes mateixes comarques del voltant. Des de la seva aparició és un fet que el Lluçanès ja produeix la seva pròpia dinàmica informativa.